# Kızılören, Dazkırı
Kızılören là một xã thuộc huyện Dazkırı, tỉnh Afyonkarahisar, Thổ Nhĩ Kỳ. Dân số thời điểm năm 2011 là 875 người.